# وادي غليلة
يعد وادي غليلة نهر جاف ذات تدفق متقطع، ويتدفق حصريا تقريبا خلال موسم الأمطار. ويقع الوادي في شمال شرق دولة الإمارات العربية المتحدة، تحديدا في إمارة رأس الخيمة.
يتشكل الوادي من التقاء رافديه الرئيسيين: وادي ليتيبة ووادي باروت. بُني سد بعرض 420 متر وارتفاع 6 أمتار عند نقطة التقاء في عام 2001 وأُلقي عليه اسم سد وادي غليلة. ووغايته هي تغذية موارد المياه الجوفية وتقليل الأضرار الناجمة عن الفيضانات في نهاية المطاف.

## مسار الوادي
بدءاً من السد، يتبع وادي غليلة مساره من الشرق إلى الغرب بميلان لطيف وشبه منبسط وبتوزع انحدار 140 مترا خلال مسافة 10 كم حتى منبعه من الخليج العربي.
يوجد هناك مزارع وقرى صغيرة وبيوت منتشرة خلال الوادي العريض المتشكل. وظهرت صور عمرانية حديثة مثل الشاليهات والمساكن الفاخرة خلال السنوات الأخيرة. ووفقا للمعلومات التي جمعت خلال مشروع بناء سد وادي غليلة، يوجد هناك 1,100 بيت و188 مزرعة في منطقة الوادي.
يمتد الجزء الأخير من الوادي عبر المنطقة الصناعية المثيرة للجدل في خور خوير والتي تضم العديد من أكبر المحاجر في دولة الإمارت العربية المتحدة وأربعة مصانع للأسمنت ومصنع لمعالجة الغاز ومنشآت تصنيع الرخام والخرسانة وغيرها من الصناعات المماثلة ذات تأثير بيئي كبير.

## الجولوجيا والتعداد السكاني
تعد المنطقة الجغرافية لوادي غليلة ذات القيمة العالية، خصوصا في الدراسات الجيولوجية للرواسب البحرية، حيث تاريخيا، كانت تسكنها قبائل كانت مأهولة بالقبلية الشحوح شبه الترحالية، وهي جزء من بني شطير ، منتشرين في المناطق القبلية: محبب ورحابة وبني سعد وحماد. وكانت تسكنها أيضا قبائل من من قبل قسم بني هدية، والتي تقع في المنطقة القبلية لأهل الصي.